# Свідзінський Володимир Юхимович
Володи́мир Юхи́мович Свідзинський (26 вересня (8 жовтня) 1885, Маянів Вінницького повіту Подільської губернії, нині Тиврівський район, Вінницька область — 18 жовтня 1941, Непокрите, Вовчанський район, Харківська область) — український поет доби «Розстріляного відродження», перекладач.

## Етимологія прізвища
Слова небожа поета  Анатолія Свідзинського стосовно походження і правильного написання прізвища: українське прізвище «Свідзинський», ймовірніше за все, походить від назви доволі поширеного в Україні, але непоказного куща «свидина». Прізвище формувалося в основному в часи Гетьманщини. Хоча польське прізвище на тій же основі виникло раніше (що підтверджується польськими гербовниками), його вплив на еволюцію українського прізвища (яке, ймовірно, утворилося у формі Свідинський) виявився незначним. Він звівся, мабуть, лише до появи «дз» на місці «д». Це й зрозуміло, оскільки рід Свідзинських, за дослідженнями Володимира Свідзинського, принаймні 13 поколінь жив на Поділлі…
Отже, прізвище в його українській формі не фіксувалося на письмі (тому що в царській Росії все діловодство велося російською мовою) і фігурувало як «Свидзинський». Коли виникла потреба записати прізвище українською мовою, було застосовано принцип часткової транслітерації з російської на українську (суфікс вживаний в українській, натомість в кореневій частині обидва російські «и» передані як українські «і»).

## Життєпис
Був другою дитиною в сім'ї, мав сестру та чотирьох братів (серед яких батько відомого вченого  Анатолія Свідзинського). Батько — Юхим (Євфимій) Аксентійович, священник. Мати — Наталка Прохорівна (уроджена Стопакевич), попівна.

### Навчання

Володимир Свідзінський у підлітковому віці

1899 року закінчив Тиврівське духовне училище. Навчався в Подільській духовній семінарії (Кам'янець-Подільський). Звільнений 25 серпня 1904 року з 4-го класу на прохання батька, переміщеного на той час до Лянцкоруня.
1906 року (як зазначає в анкетах Свідзінський, за іншими документами — 1907) вступив вільним слухачем на економічний відділ Київських вищих комерційних курсів, реорганізованих 1908 року в комерційний інститут.
1912 року в журналі «Українська хата» (№ 1) надруковано перший вірш Свідзинського — «Давно, давно тебе я жду…».
26 січня 1913 року закінчив навчання в інституті, але державних іспитів не складав і тому диплома про вищу освіту не здобув.

### Робота та військова служба (1913–1918)
Повернувся до батька в с. Бабчинці.
На запрошення Подільської земської управи обстежив ткацький промисел: від 1 червня до 15 вересня 1913 об'їхав 16 населених пунктів Могилівського, Гайсинського, Балтського, Проскурівського, Ямпільського, Ольгопільського, Летичівського та Літинського повітів, зібравши відомості про 1607 господарств, що займалися ткацтвом. Нарис Свідзінського «Ткацький промисел» увійшов до книги «Кустарні промисли Подільської губернії» (К., 1916).
У березні 1915 року переїхав до Житомира, працював у Волинській контрольній палаті: спочатку за наймом, від 3 червня 1915 — канцелярським служителем, а з жовтня — тимчасовим виконувачем обов'язків облікового урядовця.
Свідзинського мобілізували до армії — наказом від 23 березня 1916 року призначили помічником контролера 7-го класу в управління польового контролю при штабі 7-ї армії, яка 1916 року воювала на терені Галичини (Теребовля, Чортків, Бучач), 1917 року — переважно на території Подільської губернії.
З осені 1917 до весни 1918 року штаб 7-ї армії перебував у Барі. 14 березня 1918 року Свідзинського, на його клопотання, відраховано з армії «на місце мирної служби у Волинську контрольну палату», але до Житомира Свідзинський не поїхав. Наказом від 10 червня 1918 року його звільнено від служби в палаті.

### Кам'янецький період

Свідзинський Володимир з донькою Мирославою, кінець 1920-х рр.

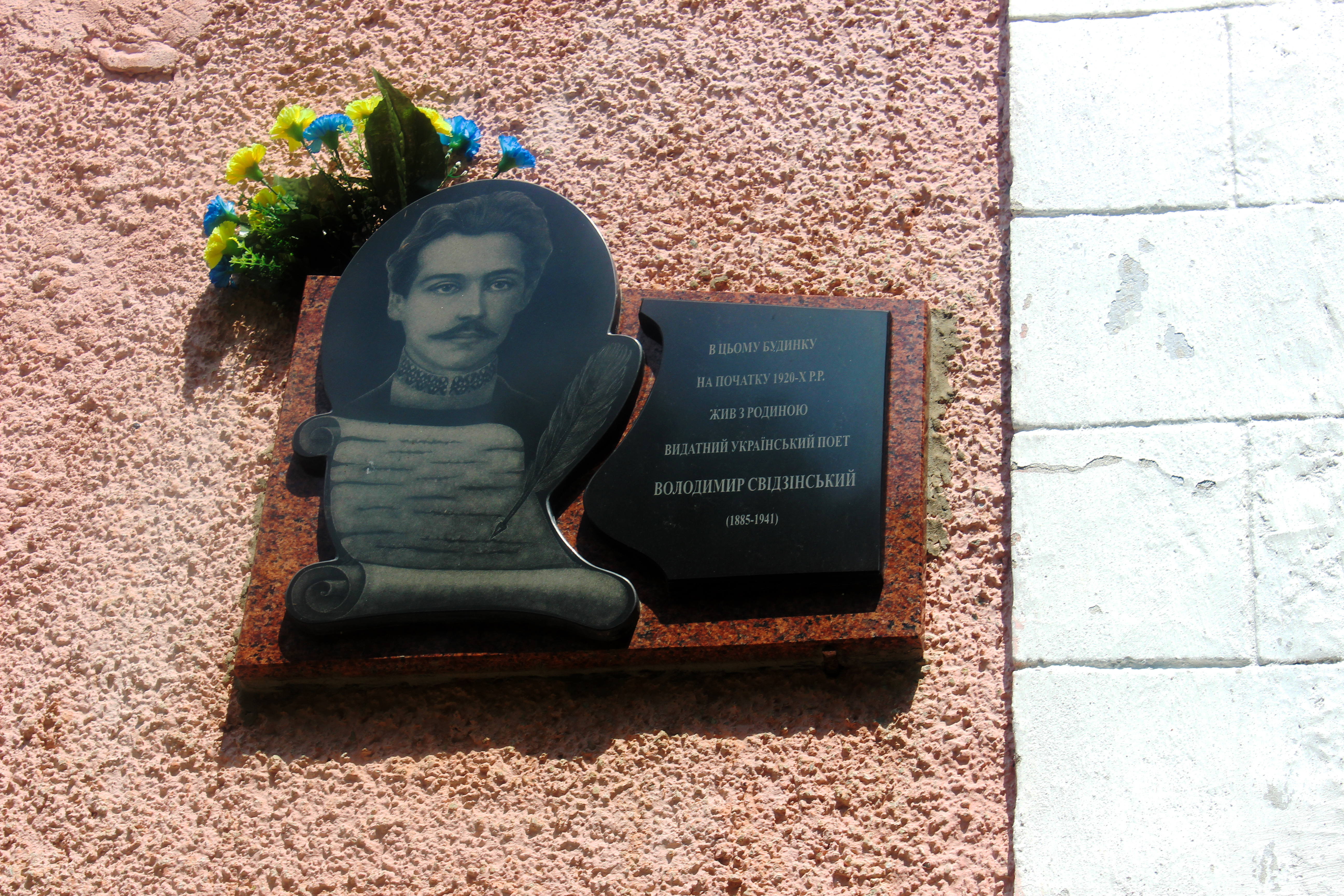
Пам'ятна дошка школа земська, Кам'янець-Подільський, пров. Круглий, 5

Переїхав у Кам'янець-Подільський, з жовтня 1918 року працював на посаді «редактора української мови» у видавничому відділі Подільської народної управи.
В історичному архіві Хмельницької області зберігається прохання Володимира Свідзинського від 26 січня 1919 року зарахувати його вільним слухачем історико-філологічного факультету Кам'янець-Подільського державного українського університету, де того часу викладали Іван Огієнко, Михайло Драй-Хмара, Євген Тимченко й інші відомі науковці та літератори. Студентами університету були молодші брати Володимира Олег та Павло. Літературне середовище тогочасного Кам'янця складали Юрій Липа, Людмила Старицька-Черняхівська, Осип Назарук тощо. Свідзинський був вільним слухачем університету упродовж 5 семестрів.
Зі встановленням у листопаді 1920 року в Кам'янці-Подільському радянської влади працював редактором у видавничому відділі народної освіти повітвиконкому.
Опублікував у часописі «Освіта» (Кам'янець-Подільський, 1919, № 3) статтю «Народні українські пісні про останню світову війну», у літературно-науковому додатку до газети «Наш шлях» (1920, число 7) — поему «Сон-озеро», у літературно-науковому журналі «Нова думка» (орган студентства Кам'янець-Подільського університету; 1920, № 3; редактор журналу — Валер'ян Поліщук) — вірші «Знову в душі моїй…» і «Пісенька» («Ой, ліщино густолиста…»).
Видавниче товариство «Дністер» 1920 року видало перекладений Свідзинським культурно-історичний нарис І. Іванова «Халдеї».
У Кам'янці-Подільському Свідзінський одружився з народною вчителькою Зінаїдою Йосипівною Сулковською (померла 12 липня 1933 року). 1921 року в них народилася донька Мирослава.
Від січня 1921 року Свідзинський працював архіваріусом у Кам'янець-Подільському університеті (невдовзі — інститут народної освіти).
У листопаді 1921 року став завідувачем архівів повітового комітету охорони пам'яток старовини, мистецтва та природи.
1922 року в Кам'янець-Подільській філії (утворена в травні 1921) Державного видавництва України вийшла перша збірка Свідзинського «Ліричні поезії». Рецензії на збірку надрукували Іван Дніпровський (газета «Червона правда», Кам'янець-Подільський, 1922. — № 74; від травня 1921 газету редагував Іван Кулик) і Валер'ян Поліщук (журнал «Червоний шлях», Харків, 1923. — № 2).
25 грудня 1922 року Свідзинського призначили архіваріусом, 10 січня 1923 — секретарем новоствореного архівного управління, а від липня 1923 року він виконував обов'язки завідувача.
1922 року науково-дослідна кафедра історії та економіки Поділля при ІНО залучила Свідзинського до виявлення в архівах і музеях Кам'янця-Подільського графічного матеріалу подільських греко-католицьких метрик, рукописних книг і стародруків. Свідзинський зареєстрував 337 метрик, із них 150 мали високохудожні заставки, літери, орнаменти, малюнки. Кілька випусків видання «Метрики XVIII в.» літографовано в майстерні Кам'янець-Подільського художньо-промислового технікуму імені Сковороди під керівництвом Володимира Гагенмейстера.
З початку 1923 до липня 1925 року Свідзинський — аспірант кафедри (підсекція соціальної історії), працював над темами «Селяни приватновласницьких маєтків Поділля в першій половині XIX століття», «Аграрні рухи на Поділлі в XX столітті», написав розвідку «Економічна еволюція господарства селян тарнорудського маєтку», підготував доповідь «Боротьба подільських селян із польськими легіонерами в 1918 році» (виголосив у жовтні 1925 на засіданні Кам'янець-Подільського наукового товариства при ВУАН), брав участь у комплексному (соціально-економічному, географічному, лінгвістичному, мистецтвознавчому) обстеженні села Панівці.
1925 року виступив із доповіддю «Події на селах подільських у 1917–1918 роках» на науковому зібранні Кам'янець-Подільського наукового товариства при Українській академії наук (був його членом — 7-м за порядком вступу).
У зв'язку з реорганізацією Кам'янець-Подільського окружного архівного управління 29 серпня 1925 року здав справи новопризначеному завідувачеві Дмитру Прядію, деякий час (формально — до листопада 1925) працював там інспектором.

### Харківський період
У жовтні 1925 року переїхав до Харкова, де працював літературним редактором у місячнику «Червоний шлях», від листопада 1930 року — в газеті політуправління Українського військового округу «Червона армія».
У січні–вересні 1932 року працював у Техвидаві, потім знову повернувся до редакції «Червоного шляху» (від 1936 — «Літературний журнал»).
У Харкові сім'я Свідзинського розпалася: дружина з дочкою переїхала до сестри у Вінницю.
У Харкові Свідзинський видав другу поетичну збірку «Вересень» (1927). Остання прижиттєва збірка «Поезії» вийшла 1940 у Києві (видавництво «Радянський письменник», друкувалася у Львові). Готував наступну збірку «Медобір».
Багато перекладав із літератур народів СРСР, з французької, іспанської, польської мов. Серед перекладів — «Слово о полку Ігоревім» (1938), комедії Арістофана «Хмари», «Оси», «Жаби» (видано 1939).
Після 1927 року вірші Свідзинського не друкували. Як він пояснював: «Мою книгу „Вересень“ критика полаяла за фаталізм. Я подумав, що не маю хисту і перестав друкувати. Писав лише для себе та доньки. Не писати я не міг!». Основна частина його доробку — лірика, балади, віршовані казки — залишалась у рукописах. Однак усі вони згоріли під час жорстокого вбивства-страти поета 1941 року.
Був безпартійним.
Член Спілки письменників СРСР з 1936 року.

### Загибель
Життя Володимира Свідзинського обірвалося трагічно в жовтні 1941 року. Коли німецькі війська наближалися до Харкова, НКВД заарештував тих харків'ян, які ще не евакуювалися, зокрема представників української інтелігенції. Свідзинський знав, що приречений на арешт, тому переховувався у друзів. Але 27 вересня 1941 року був арештований за звинуваченням в антирадянській агітації. Разом із іншими арештантами його гнали під конвоєм на схід. Довгий час вважалося, що коли виникла загроза оточення німецькими загонами, арештантів в селі Непокрите загнали в покинуту господарську будівлю, яку облили бензином і підпалили. Кільком іншим особам, серед яких був співак Микиша М. В., вдалося врятуватися. А слідча справа поета завідомо фальшиво подає інше місце загибелі: село Бутирки Уразовського району Курської області.
Тоді у полум'ї згоріли й рукописи його ненадрукованих творів. Винятком став великий рукопис збірки недрукованих поезій «Медобір», яку поетові О. Веретенченкові вдалося вивезти за кордон.

## Творча діяльність

Володимир Свідзінський у підлітковому віці

Перша збірка поезії В. Свідзинського «Ліричні поезії» датована 1922 р. Як поет він сформувався якось потаємно, неквапливо, писав небагато, друкувався ще менше. Натомість ретроспективно він постає у своїй творчості дуже вимогливим до себе, винятково стабільним і цілковито відчуженим від сучасного йому літературного побуту. Ця таємничість творчої особистості Свідзинського знайшла глибоке потрактування у Василя Стуса як «…спосіб шляхетної герметизації власного духу… В цій позиції єдиний його порятунок і надія на вижиття. Замкнутися, щоб зберегтися. Змаліти, щоб не помилитися у власній суті. Стати збоку, щоб не бути співучасником…». Така позиція, проте, прирікала його на недоброзичливість критики, а це, в свою чергу, унеможливлювало вихід до читачів, бо критика в радянській літературі певною мірою перебирала функції цензури. Так серед тогочасних рецензентів були такі активні учасники літературного життя, як І. Дніпровський (Г. Кобзаренко — псевдонім, під яким вийшла рецензія на збірку В. Свідзинського) та Валер'ян Поліщук (рецензія підписана ім'ям Василій Сонцвіт). Перший, як зазначає І. Дзюба, побачив у ній камерність, суто інтимну поезію та переробки народних пісень і загалом висловив невдоволення відірваністю автора-«мрійника» від громадського життя. Другий також відзначив вузькість тематики і відсутність громадянських мотивів, але водночас сказав прихильне слово про щирість цієї лірики.
Наступна збірка В. Свідзинського «Вересень», що вийшла 1927 року, дістала в пресі різко негативну оцінку. Відомий і авторитетний тоді критик Яків Савченко вважав В.Свідзинського поетом, який спізнився на багато років: «Я не хочу вгадувати, на скільки саме років запізнився прийти в літературу Свідзинський, але ясно, що його творчість, світовідчування й світогляд — цілковито поза нашою добою.»
Останнім публічним звітом поета перед сучасниками стала збірка 1940 р. «Поезії», видана у Львові стараннями Ю. Яновського і за його редакцією. Із віршів, які В. Свідзинський запропонував до збірки, 43 були повернені автору, десятки залишилися поза збіркою. Вірші поета, які не ввійшли до збірки «Поезії», а мали скласти наступну — «Медобір», були широко відомі харківським поетам. Проте у полум'ї війни згоріли майже всі рукописи поета. Жодної поезії 1941 року до нас не дійшло. Лише 96 поезій В.Свідзинського вивіз в еміграцію поет Олекса Веретенченко, які й видав з додатком інших віршів окремою збіркою під авторською назвою «Медобір» 1975 року.
1961 року в Едмонтоні видано збірочку вибраних поезій Свідзинського Яром Славутичем.
В Україні також з'являється видання творів В.Свідзинського. Видавництво «Радянський письменник» 1986 року здійснило видання «Поезії» Володимира Свідзинського. До видання повністю ввійшли збірки «Медобір», «Вересень» та «Поезії» (1940 р.). Бракувало лише першої збірки «Ліричні поезії» (1922 р.). Тривалі пошуки поетичної книжки були безрезультатними. Коли видання 1986 року було вже у верстці, вдалося натрапити на слід одного-єдиного примірника «Ліричних поезій» В.Свідзинського. власником збірки був харківський письменник Андрій Чернишов. Проте благання упорядника В. Яременка і обіцянка редакції компенсувати передачу примірника виданням якогось твору А.Чернишова не вмовили (з невідомих причин) власника надати збірку для вміщення її у виданні «Бібліотека поета». Але два вірші Свідзинського, «Вітер» і «Темна», Чернишов все ж таки надіслав. Ними і була представлена у виданні 1986 р. перша збірка поета.
Свій архів А. Ф. Чернишов заповів музею М. Коцюбинського у Чернігові. Директор музею Ю. Р. Коцюбинський особисто перевіз архів покійного до Чернігова. Наукові співробітники відібрали матеріали, що відповідали тематиці і профілю музею, а решту відправили до Харкова. Серед залишених у музеї матеріалів знайшовся примірник «Ліричних поезії» В.Свідзинського. повний текст цієї збірки було надруковано в журналі «Дніпро» за 1996 рік. Єдину рецензію на це видання написав у Києві Леонід Череватенко і надрукував її у журналі «Україна».
Журналом «Київ», Лігою меценатів та видавництвом «Дніпро» 2000 року засновано Всеукраїнську літературну премію імені Володимира Свідзинського, видані восени 2004 року «Твори: у двох томах» (Володимир Свідзінський. Твори: у двох томах. Т.1. Поетичні твори. Т.2. Переклади. Статті. Листи. Сер. «Відкритий архів». — К.: Критика, 2004) вже встигли взяти перше місце у номінації «Хрестоматія. Українська та зарубіжна художня класика» Всеукраїнського рейтингу «Книжка року 2004» серед Лідерів осені.

## Поетична творчість
Першу збірку Свідзинського «Ліричні поезії» видали 1922, пізніше були збірки «Вересень» (1927) і «Поезії» (1940, за редакцією Юрія Яновського).
Збережену О. Веретенченком збірку Свідзинського «Медобір» (вірші 1927–1936 й опубліковані в УРСР 1937–1940) видали в Мюнхені 1975 року.
У перших збірках Свідзинський схилявся до символізму, у двох останніх — помітні елементи сюрреалізму у поєднанні з доброю класичною формою. У творчості Свідзінський був далекий від актуальної йому сучасності, що й зумовило негативне ставлення офіційної радянської критики до нього, яка закидала йому перебування «поза часом і простором» і відчуженість його творчості, світовідчування і світогляду від радянського.
Л. О. Кісельва вважає, що значну роль у віршах поета відіграє символічна мова фольклору:
|  | Завдяки взаємодії літературного слова й фольклорних семантичних структур утворюється принципово нова система художнього осягнення світу. Виникає текст нового типу, здатний перекодувати «природу» як «культуру» (і навпаки), органічно поєднувати «історичне» з «космологічним», чуже слово – з власним, реальне й побутове – з магічним і провіденціяльно-профетичним . |

Важливе місце у творчості Свідзинського посідають казки за народними чи екзотичними мотивами.
Микола Бажан так оцінив творчість Свідзинського: «Це — поет неповторний, своєрідний, тонкий. Я маю насолоду від його поезії і думаю, що невдовзі прийде час і на достойне поцінення його творчості критикою і громадськістю» (1973, лист до Андрія Чернишова).

## Перекладацтво
У перекладацькому доробку Свідзинського — твори двох античних літератур (Гесіод, Езоп, Овідій, Арістофан), а також із староукраїнської та 9 національних (швейцарська — Г. Келлер; іспанська — Лопе де Вега; грузинська — А. Церетелі, К. Чічінідзе; білоруська — Я. Купала; французька — А. Барбюс, В. Гюґо; вірменська — епос «Давид Сасунський»; польської — А. Міцкевич, Б. Прус; російської — О. Пушкін, М. Лєрмонтов, М. Нєкрасов, Г. Пєтніков, Л. Топчій, Г. Литвак, М. Ушаков, І. Турґєнєв, М. Салтиков-Щедрін, М. Ґорькій, В. Іванов, В. Вишневський; ромської — Вано Хрустальо).
1939 року в його перекладі окремим виданням вийшли три комедії Арістофана.
Не належний до радянського літературного кола Свідзинський не дуже міг розраховувати на цікаві для нього пропозиції та замовлення і тим більше — пропонувати. Проте перекладацький доробок В. Свідзинського значним своїм обсягом засвідчує доволі успішну працю на цьому терені. «Для поета, несуголосного добі, чия позиція може бути схарактеризована як „внутрішня еміграція“, перекладацтво становило певну „нішу“, ставало не лише можливістю творчості, незаангажованої участі в культурному будівництві і водночас певним заробітком, засобом для існування, — а й своєрідною можливістю неучасті у тотальних деформаціях літератури, поезії, митця.».
Ґрунтовна освіченість В. Свідзинського, знання мов, характер його власного хисту стали передумовами його звернення до художнього перекладу. Але ще більшою причиною цього була незапотребованість його оригінальної творчості, неприхильність рецензії на його збірки. Ймовірно, саме це й переконало поета, що перекладацтво — найреальніша для нього за даних обставин можливість творчої самореалізації. Зауважимо, що вирішальними тут стали фактори несвободи.
Окрім поетичних, Свідзинському належать і майстерні прозові переклади з російської класики XIX ст., М. Горького.
Те, що у здійснених Свідзинським перекладах значну групу становить античність, зближує його з неокласиками, передусім з М. Зеровим. це невипадково: і суспільна позиція, і творчі принципи, і творчі долі їхні мають багато спільного. Як і неокласики, В.Свідзинський «…був речником здебільшого пасивного, але затятого опору культурному нігілізмові, безпам'ятству, ідеологічному диктатові, протиставляв цьому ідеал повноти культури і нескасовну актуальність традиції в широкому сенсі поняття.».
З дидактичної поеми Гесіода «Роботи і дні» Свідзинський переклав трохи більше третини. Що поема йому справді імпонувала, засвідчено включенням одного уривка до збірки «Вересень» і двох — до збірки «Поезії». Ще п'ять фрагментів уперше опубліковані у хрестоматії «Антична література», укладеній Олександром Білецьким (1937 р.).
До Свідзинського українською Гесіода перекладав лише І. Франко. Свою переємність щодо попередника В.Свідзинський засвідчує тим, що зберігає запроваджений ним поділ суцільного тексту на тематичні фрагменти, лише частково змодифікувавши їх та їхні назви. «Мореплавство» стає «Порадами мореплавцеві», «Подружжя» — «Вибором жінки», «Хліборобська робота» відповідає «Сівбі» за поділом Франка. «Поради» у перекладі Свідзинського контамінують у собі ті уривки, що Франко дав їм назви «Праця мирить людей», «Правда й неправда», «Два шляхи». Словом, у поета було своє бачення й розуміння, своє сприйняття славетної пам'ятки античного письменства, він підійшов до свого завдання, як і належало, відповідально й ретельно. Можливо, якби не трагічна загибель, Свідзинський завершив би переклад «Робіт і днів» — та реальний шанс надрукувати їх був хіба що у перевиданій хрестоматії з античної літератури — через 31 рік.
У видавництві «Книгоспілка» (1922 р.) без зазначення імені перекладача окремою книжкою виходить «Овеча криниця» Лопе де Веги. Як припускає Василь Яременко, саме цей переклад «відкрив» Свідзінському «дорогу до Харкова».
Продовжують час від часу з'являтися друком у «Червоному шляху» його переклади А. Чехова, І. Тургенєва.
Переклад «Казок про Італію» Горького, де Свідзинський переклав також і віршовані фрагменти, вперше вийшов без зазначення перекладача у 1934 році. Може, поет і сам не прагнув цього, він мав свої причини. Адже після Жовтневих подій жив у Кам'янці-Подільському, столиці УНР, брав участь у тамтешніх виданнях; вади свого соціального походження також добре знав. Наступне видання Горького, двотомник 1936 р., вже зазначало перекладача «Казок».
До відзначення 100-ліття загибелі О. С. Пушкіна (за сприяння влади) в Україні було видано двотомник; у другий том, що містив переклади за редакцією М. Рильського, М. Терещенка, П. Тичини увійшов і переклад Свідзинського «Русалки» О. Пушкіна. Переклад був бездоганний. «Порізно простий ритмічний малюнок та діалоги персонажів незавершеної драми Пушкіна крили для перекладача значну складність: російську просторічну говірку треба було втілити в українських відповідниках; навряд чи хтось зробив би це краще за Свідзинського.» Він зберіг загальну романтичну атмосферу твору, «…його казкову таємничість і світлу печаль, і, водночас, той невловний усміх зрілого романтизму ніби над самим собою.».. Перекладач ніби наблизив твір до його глибинних життєвих витоків. Глибоке осягнення першотвору тут зумовлене безліччю обставин: не даремно ж у Свідзинського-перекладача є дві «Русалки». Друга — вірш німецькомовного швейцарського поета кінця XIX ст. Готфрида Келлера. Для Свідзинського ці твори питомо близькі як для поета, чий світ населяють незліченні таємничі істоти, вся «нечисть», і дружня, і недружня до людини, що володіє простором від Дому і Саду — до Лісу, Болота, Річки.

Меморіальна дошка Володимиру Свідзінському, м. Харків.

У 1937 році українською мовою виходять переклади «На смерть Степана Булана», «Пісня й сила» Янки Купали.
Наймасштабніше перекладацьке звершення Володимира Свідзинського — це переклад трьох комедій Аристофана, і майже неймовірна удача перекладача — це видання 1939 р. у Держлітвидаві тому «Аристофан. Комедії.». Перші спроби як перекладу, так і наукової оцінки Аристофана в Україні належать Франкові. Але перекладені Свідзинським «Хмари», «Оси», «Жаби» — перші в Україні повні переклади цих творів. Є всі підстави гадати, що вміщені в кінці видання докладні метричні схеми арістофанівського вірша також належать перекладачеві. Не варто забувати, що умови, в яких здійснювалася ця велика робота, були аж ніяк не сприятливими: практично, Свідзинський завжди бідував.
Поет також бере участь у колективному перекладі вірменського народного епосу «Давид Сасунський». Але особливо його поглинає робота над «Словом о полку Ігоревім». Це перший в історії української літератури повний поетичний переклад «Слова». Він був оприлюднений 1938 року у 5-му числі «Літературного журналу» і лише тому, що В.Свідзинський вже багато років там працював. Міфопоетична природа цієї літературної пам'ятки, її образна й символічна магнетичність, чарівність натхненного слова полонили Володимира Свідзинського суголосністю до його власного світо- й слововідчуття. Тим самим увиразнювалася й авторська поетика, де класичні розміри гармоніювали із пошуком первісного звучання й ритму українського слова.
У першому числі «Літературного журналу» за 1941 рік вийшов його єдиний переклад із Лермонтова, твір, що в оригіналі миє назву «Листок», а в перекладі, за першим рядком, «Дубовий листок одірвався од рідної віти…».
З листів поета довідуємось, що він мав домовленість із видавництвом про переклад українською «Війни і миру» Л. М. Толстого. Перешкодила війна…

## Наукові дослідження
Свідзинський — автор кількох цінних наукових розвідок — про народні промисли Подільської губернії (ткацтво та килимарство), про графічне оформлення старовинних греко-католицьких метрик. На жаль, не знайдено тексту його наукової доповіді «Про події на селах подільських року 1918».

## Вшанування
- Лігою українських меценатів, журналом «Київ» та видавництвом «Дніпро» 2000 року засновано Літературну премію імені Володимира Свідзінського.

- 1 липня 2016 року о 15:00 у Харкові відбулось відкриття меморіальної дошки Володимирові Свідзінському на будинку Харківської обласної організації Національної Спілки письменників України (Чернишевська, 59).[17]

- Розпорядженням Харківської обласної військової адміністрації № 514 В від 26.07.2024 "Про перейменування об'єктів топонімії населених пунктів Харківського району Харківської області" вулицю та в'їзд Олега Кошового в Мерефі, перейменували на вулицю та в'їзд Володимира Свідзінського[18].